# Campeonato Potiguar de Futebol de 2022
O Campeonato Potiguar de Futebol de 2022, foi a 103ª edição do campeonato estadual de futebol do Rio Grande do Norte. A competição deu vagas à Copa do Brasil de 2023, à Copa do Nordeste de 2023, e à Série D de 2023.

## Regulamento
Em reuniões realizadas no dia 3 e 18 de novembro na sede da FNF com os dirigentes dos clubes participantes da competição, foi definido o regulamento do  Campeonato Potiguar de 2022, que seguirá, praticamente, o mesmo modelo de disputa de anos anteriores.
O campeonato terá dois turno, denominados: "Copa Cidade de Natal" e "Copa Rio Grande do Norte". Na primeira fase, as equipes se enfrentarão em jogos somente de ida, totalizando sete jogos por equipe. Diferente de anos anteriores, os quatro primeiros colocados passarão para as semifinais, tanto à semi quanto à final será disputada em jogo único. Tudo isso também contará para o segundo turno do campeonato.
A equipe que tiver a pior colocação na classificação geral, (soma da Copa Cidade de Natal e Copa Rio Grande do Norte), será rebaixada à Segunda Divisão Potiguar 2022.

## Equipes participantes

### Promovidos e rebaixados
| Pos. | Rebaixados da Primeira Divisão 2021 |
| ---- | ----------------------------------- |
| 8º   | Palmeira                            |

| Pos. | Promovido da Segunda Divisão 2021 |
| ---- | --------------------------------- |
| 1º   | Potyguar Seridoense               |

### Informações das equipes
| Aumento | Equipe promovida da Segunda Divisão 2021 |

## Copa Cidade de Natal
|  |                                |
|  | Classificados para a Semifinal |

### Confrontos
|  |                     |  |        |  |                      |
|  | Vitória do Mandante |  | Empate |  | Vitória do Visitante |

#### Rodadas na liderança e Lanterna
Em negrito, os clubes que mais permaneceram na liderança.
| Liderança | Liderança | Liderança | Liderança | Liderança | Liderança | Liderança | Liderança | Liderança |
| --------- | --------- | --------- | --------- | --------- | --------- | --------- | --------- | --------- |
| 1         | 2         | 3         | 4         | 5         | 6         | 7         |           |           |
| ABC       | ABC       | ABC       | ABC       | AME       | ABC       | ABC       |           |           |
| Lanterna  |           |           |           |           |           |           |           |           |
| 1         | 2         | 3         | 4         | 5         | 6         | 7         |           |           |
| GLO       | ASS       | ASS       | ASS       | ASS       | ASS       | ASS       |           |           |

### Fase final
Em itálico, os times que possuem o mando de campo no confronto e em negrito os times classificados.
|  | Semifinais | Semifinais          | Semifinais       |   |  | Final | Final | Final |
|  |            |                     |                  |   |  |       |       |       |
|  | 1          | ABC                 | 2                |   |  |       |       |       |
|  | 4          | Potyguar Seridoense | 0                |   |  |       |       |       |
|  |            |                     |                  |   |  | ABC   | 1     |       |
|  |            |                     | América de Natal | 1 |  |       |       |       |
|  | 2          | América de Natal    | 3                |   |  |       |       |       |
|  | 3          | Força e Luz         | 1                |   |  |       |       |       |

Final da Copa Natal
| 10 de fevereiro | ABC            | 1 – 1 | América de Natal | Natal                |  |
| 20:00           | Allan Dias 50' |       | Thiaguinho 37'   | Estádio: Frasqueirão |  |

### Premiação
| Copa Cidade de Natal de 2022 |
| Natal                        |
| ---------------------------- |
| ABC Campeão (4.º título)     |

## Copa Rio Grande do Norte
AO Santa Cruz de Natal foi punido pelo TJD-RN com a perda de 6 pontos, por ter escalado o atleta Marquinhos Taipu, suspenso pelo terceiro cartão amarelo.

BO ASSU foi punido pelo TJD-RN com a perda de 3 pontos, por ter escalado o atleta Luan, suspenso pelo terceiro cartão amarelo.
|  |                                |
|  | Classificados para a Semifinal |

### Confrontos
|  |                     |  |        |  |                      |
|  | Vitória do Mandante |  | Empate |  | Vitória do Visitante |

#### Rodadas na liderança e Lanterna
Em negrito, os clubes que mais permaneceram na liderança.
| Liderança | Liderança | Liderança | Liderança | Liderança | Liderança | Liderança | Liderança | Liderança |
| --------- | --------- | --------- | --------- | --------- | --------- | --------- | --------- | --------- |
| 1         | 2         | 3         | 4         | 5         | 6         | 7         |           |           |
| ABC       | ABC       | ABC       | ABC       | AME       | AME       | AME       |           |           |
| Lanterna  |           |           |           |           |           |           |           |           |
| 1         | 2         | 3         | 4         | 5         | 6         | 7         |           |           |
| GLO       | PCN       | FOR       | ASS       | FOR       | ASS       | ASS       |           |           |

### Fase final
Em itálico, os times que possuem o mando de campo no primeiro jogo do confronto e em negrito os times classificados.
|  | Semifinais | Semifinais          | Semifinais |   |  | Final            | Final | Final |
|  |            |                     |            |   |  |                  |       |       |
|  | 1          | América de Natal    | 4          |   |  |                  |       |       |
|  | 4          | Globo               | 1          |   |  |                  |       |       |
|  |            |                     |            |   |  | América de Natal | 0     |       |
|  |            |                     | ABC        | 0 |  |                  |       |       |
|  | 2          | ABC                 | 1          |   |  |                  |       |       |
|  | 3          | Potiguar de Mossoró | 0          |   |  |                  |       |       |

### Premiação
| Copa Rio Grande do Norte de 2022      |
| Natal                                 |
| ------------------------------------- |
| América de Natal Campeão (5.º título) |

## Final
| 10 de abril | América de Natal                                | 2 – 2 | ABC             | Natal |  |
| 16:00       | William Marcílio 44' · Wallace Pernambucano 66' |       | Kelvin 17', 46' |       |  |

| 13 de abril | ABC                                                         | 4 – 2 | América de Natal                       | Natal                |  |
| 20:30       | Lucas Rex 27' · Wallyson 70' · Jefinho 74' · Fábio Lima 89' |       | Elvinho 43' · Wallace Pernambucano 58' | Estádio: Frasqueirão |  |

## Classificação Geral
AO Santa Cruz de Natal foi punido pelo TJD-RN com a perda de 6 pontos, por ter escalado o atleta Marquinhos Taipu, suspenso pelo terceiro cartão amarelo.

BO ASSU foi punido pelo TJD-RN com a perda de 3 pontos, por ter escalado o atleta Luan, suspenso pelo terceiro cartão amarelo.

## Premiação
| Campeonato Potiguar de 2022 |
| Natal                       |
| --------------------------- |
| ABC Campeão (57.º título)   |